# 石川県立金沢辰巳丘高等学校
石川県立金沢辰巳丘高等学校（いしかわけんりつ かなざわたつみがおかこうとうがっこう、英: Ishikawa Prefectural Kanazawa Tatsumigaoka High School）は、石川県金沢市末町にある公立の高等学校。通称は「辰巳（たつみ）」、「辰巳丘（たつみがおか）」。

## 概要
金沢市中心部からは南東の丘陵地にある。
石川県内の県立高校で唯一芸術系のコースを設置している。

## 設置学科
- 普通科
  - 普通コース（2年次から下記の4コースに分かれる）
    - アカデミックコース（文系）
    - グローバルコース（文系）
    - キャリアコース（文系）
    - 理数コース（理系）

  - 芸術コース（下記の2専攻に分かれる）
    - 音楽専攻（声楽・ピアノ・弦楽器・管楽器・打楽器の各専科）
    - 美術専攻（日本画・油絵・デザイン・彫刻の各専科）

## 教育目標
真理を探究し、知性高く人間性豊かな、心身ともにたくましい人間の育成につとめる。

## 校歌
校歌は存在せず、代わりに学生歌（作詞：五木寛之、作曲：山崎ハコ）がある。
他、当時の在校生の作詞作曲による愛唱歌「春蘭によせて」や創立10周年愛唱歌「あの日の歌」がある。

## 沿革
- 1982年（昭和57年）12月4日 - 小立野地区高等学校用地買収。
- 1984年（昭和59年）11月12日 - 小立野地区高等学校第1期工事起工。
- 1985年（昭和60年）
  - 4月1日 - 小立野地区高等学校開設準備室設置。
  - 10月1日 - 石川県立学校条例及び石川県高等学校規則の一部改正により、石川県立金沢辰巳丘高等学校設置（全日制普通科）。
- 1986年（昭和61年）
  - 2月1日 - 新校舎へ移転。
  - 4月8日 - 第1回入学式挙行（普通コース、英語コース、芸術コース）。
- 1988年（昭和63年）
  - 3月1日 - 新校舎竣工。
  - 9月6日 - 落成式挙行。
- 1991年（平成3年）4月1日 - 理数コース、人文コース、英語コース、芸術コースの4コース制とする。デザイン専科開講。
- 1995年（平成7年）
  - 4月1日 - 普通コース、外国語コース、芸術コースの3コース制とする。彫刻専科開講、芸術コース美術専攻4専科（日本画・油絵・デザイン・彫刻）確立。第1・第2グラウンド竣工。
- 2000年 - 2001年（平成12年 - 13年）- 通学路拡張工事。
- 2001年（平成13年）
  - 4月 - 文部科学省「学力向上フロンティア推進事業」研究指定校に指定。
  - 11月 - 弓道場完成。
- 2004年（平成16年）
  - 4月 - 2学期制導入。
  - 7月 - LL教室の設備等の更新（PC設置）。
- 2005年（平成17年）2月 - 普通コースの推薦入学制度導入。
- 2013年（平成25年）4月1日 - 普通コース、芸術コースの2コース制となる。
- 2017年（平成29年）6月 - 普通教室空調設備整備。
- 2018年（平成30年）9月 - 校舎大規模改修工事開始。

## 部活動
- 運動部 - 陸上競技、野球、サッカー、バドミントン、バスケットボール、テニス、卓球、ライフル射撃、弓道
- 文化部 - 文芸、美術、放送、英語、写真、管弦楽・吹奏楽、合唱、茶道、演劇、家庭、JRC、中国語

## 所在地
〒920-1397 石川県金沢市末町ニ18番

## アクセス
- 北鉄金沢バス「辰巳丘高校」停留所 徒歩1分、「永安町」停留所 徒歩5分

## 著名な関係者

### 出身者
- 嘉門洋子 - タレント（日出女子高等学校へ転校）
- 上野裕平 - 元プロ野球選手
- 鶫真衣 - 陸上自衛官、歌手

### 教職員
- 山本淳子 - 京都学園大学教授